# Centrum Franciszkańskie w Tokio
Centrum Franciszkańskie w Roppongi (Tokio), dosł.: Centrum Kaplicy Franciszkańskiej, Franciscan Chapel Center (jap. 六本木フランシスカン・チャペルセンター Roppongi Furanshisukan Chaperusentā, w skrócie Roppongi Kyōkai) – ośrodek Zakonu Braci Mniejszych w Tokio, w dzielnicy Roppongi (część Minato), w Japonii. Jest to parafia personalna archidiecezji Tokio dla wiernych anglojęzycznych. 

## Historia
Ośrodek franciszkański składa się z kaplicy pw. św. Franciszka (znanej jako Roppongi Catholic Church) i klasztoru św. Józefa, St. Joseph’s Friary (jap. 聖ヨゼフ修道院 Sei Yozefu shūdōin). Nazwa pochodzi od istniejącego dawniej niedaleko Centrum Kaplicy Wojskowej Aliantów, interkonfesyjnej instytucji, która w okresie powojennej okupacji służyła wojskowym katolickim, protestanckim i żydowskim. 
W 1950 na parceli zakupionej od japońskich katolików franciszkanie założyli swój klasztor wraz ze szkołą języka japońskiego dla cudzoziemców. Licznie przybywali tu na nabożeństwa żołnierze amerykańscy z pobliskiego obozu wojskowego Hardy Barracks. Zaczęli pojawiać się też inni cudzoziemcy i japońscy katolicy. Mała kaplica nie mogła pomieścić tylu wiernych. W związku z tym wybudowane zostało w 1967 znacznie powiększone obecne Centrum. Początkowo była to kaplica misyjna dla cudzoziemców, a 31 października 1988 arcybiskup Tokio erygował ją jako parafię personalną dla wiernych anglojęzycznych.